# Jorge Vinatea Reinoso
Jorge Vinatea Reinoso (Arequipa, 22 de abril de 1900 - id. 15 de julio de 1931), fue un pintor y caricaturista peruano. Representante del indigenismo pictórico, aunque desligado del “movimiento oficial” que encabezara el pintor José Sabogal. Ha sido definido como un “indigenista independiente”. Dio preferencia al tema popular y el paisaje peruano, destacando por la luminosidad de su colorido y la ágil nitidez de sus trazos.

## Trayectoria
Jorge Segundo Vinatea Reinoso nació en Arequipa en el seno de una familia pobre, siendo el octavo hijo de 19 hermanos. Estudió en el Colegio Nacional de la Independencia Americana de su ciudad natal. Su talento para el dibujo lo puso de manifiesto desde muy niño, después experimenta con la acuarela realizando retratos y paisajes de su tierra. Su primera exposición la realizó en 1917, en el estudio fotográfico de los hermanos Vargas.
Llegó a Lima en 1918, luego de lo cual produjo una serie de caricaturas publicadas en el semanario de circulación nacional "Sudamérica", editado y de propiedad del periodista y también diplomático consular Carlos Pérez Canepa y en cuyas páginas escribían,  a la sazón,    célebres poetas, pensadores y escritores de la talla de Luis Alberto Sánchez, Leonidas Yerovi, José Carlos Mariátegui, César Vallejo, Abraham Valdelomar y Francisco García Calderon, entre otros. Ese mismo año ingresó a la Escuela Nacional de Bellas Artes, teniendo como maestro a Daniel Hernández, pintor de riguroso academicismo que había residido durante cuarenta años en Europa, lo que influenció en Vinatea logrando una depurada técnica artística. Otro de sus maestros influyentes fue el escultor español Manuel Piqueras Cotolí. Años después, trabajó como caricaturista y dibujante en las revistas Mundial y Variedades (1920-1925). Culminó sus estudios galardonado con Medalla de Oro y pasó a integrar la plana docente de su alma máter en 1924.
En una exposición realizada en agosto de 1926 presentó veinte óleos y otros tantos de acuarelas, que fueron bien recibidos por la crítica. Se considera este acontecimiento como uno de los momentos decisivos de la pintura peruana.
Junto con su amigo, el también pintor Alejandro González Trujillo (que años después adoptaría el pseudónimo de Apu-Rimak), recorrió el sur peruano, entre Puno, Cuzco y Arequipa, paisajes que le dieron temática para desarrollar un "indigenismo" particular, apartándose de la corriente oficial que imperaba en ese entonces. 
Trabajó intensamente, quizás apremiado por la necesidad económica, lo que lo llevó a descuidar su salud contrayendo la tuberculosis. Falleció a temprana edad.

## Características

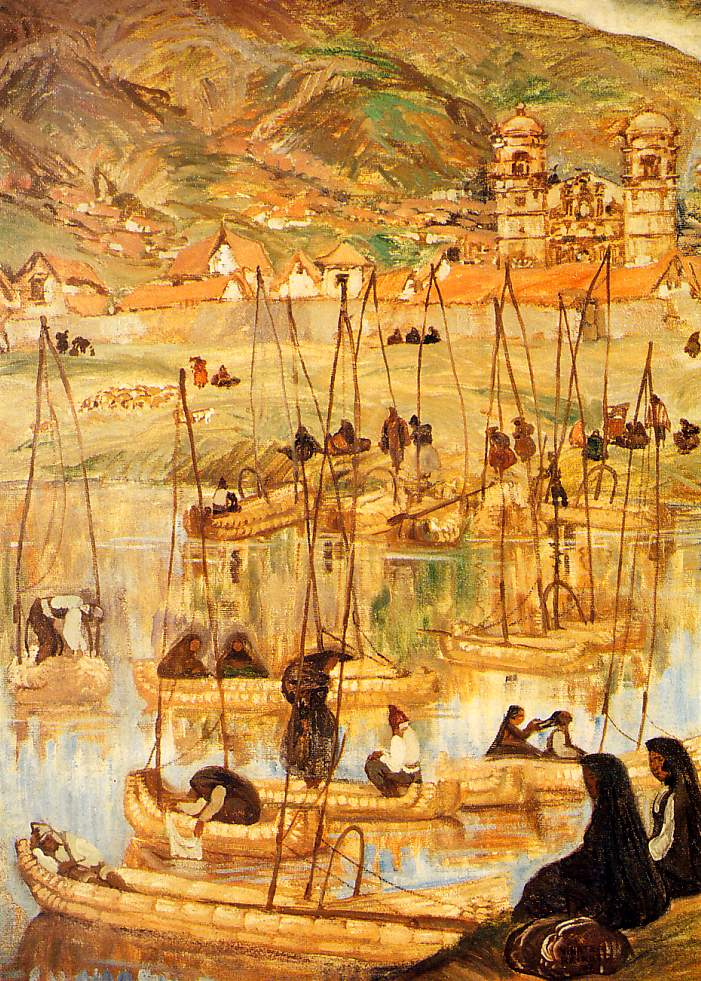
Caballitos de Totora, óleo de Jorge Vinatea Reinoso. Colección del Museo del Banco Central de Reserva del Perú.

Logró conciliar la rigurosa formación académica recibida de Daniel Hernández con una temática nativista arraigada en el paisaje de su natal Arequipa, en la Lima criolla y en el sur andino. Su excelente producción, truncada por su muerte, acusa una sorprendente madurez hacia 1928-1930, cuando realiza una serie de vistas de Puno y del lago Titicaca, compuesta con extrema habilidad formal.
El amor que sentía por la tierra que lo vio nacer le impregnó un sabor telúrico y vital a sus pinturas. Desarrolló una nueva personalidad en la pintura costumbrista, ocupando un lugar privilegiado dentro de la plástica de América. Poseedor de una gran sensibilidad humana y creadora, esto lo llevó a la constante búsqueda de nuevas formas de expresión, donde la fantasía impera en la armoniosa composición de la luz y los colores de sus temas campestres y casonas coloniales. Sus temas nos muestran al terruño danzando de alegría y sensualidad, en ritmos armoniosos y a veces respetuosos contrastes aplicados con exquisito dominio cromático.
Destacan sus obras: Orillas de Titicaca, Chacareros Arequipeños, Feria de Pucará, Sachaca, La balsa que vuelve, Procesión de Checacupe, Faenas titicanenses, Balseros del Titicaca y Arequipa.